# Božica
Božica (en serbe cyrillique : Божица ; en bulgare : Божица) est un village de Serbie situé dans la municipalité de Surdulica, district de Pčinja. Lors du recensement de 2011, il comptait 196 habitants.

## Géographie
C'est à partir de Božica que la rivière Mutnica prend le nom de Božička reka, la « rivière de Božica ». Cette rivière est le bras principal constituant la Dragovištica, un affluent droit de la Strouma.

## Histoire

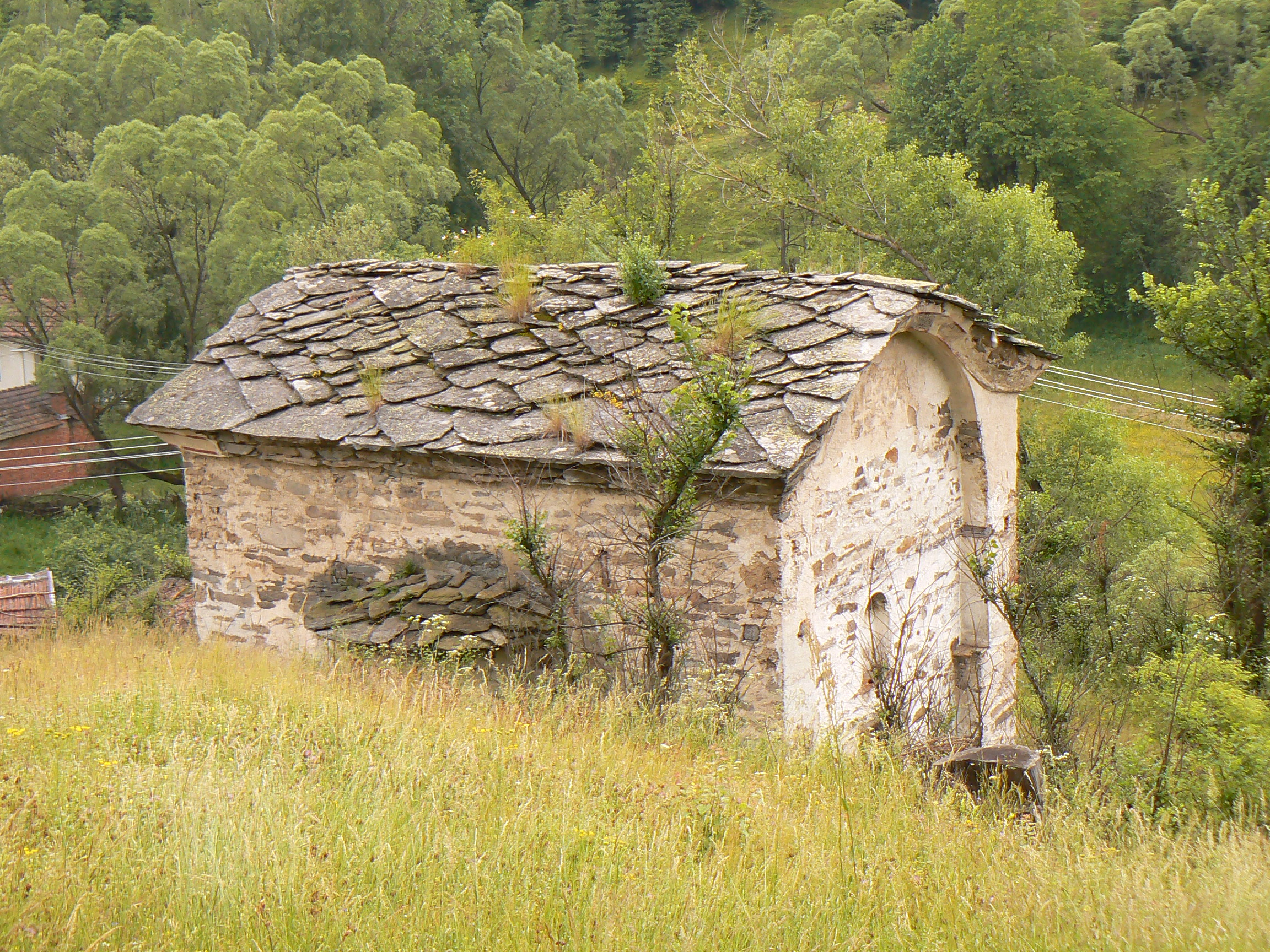
La vieille église orthodoxe de Božica (église Saint-Nicolas)
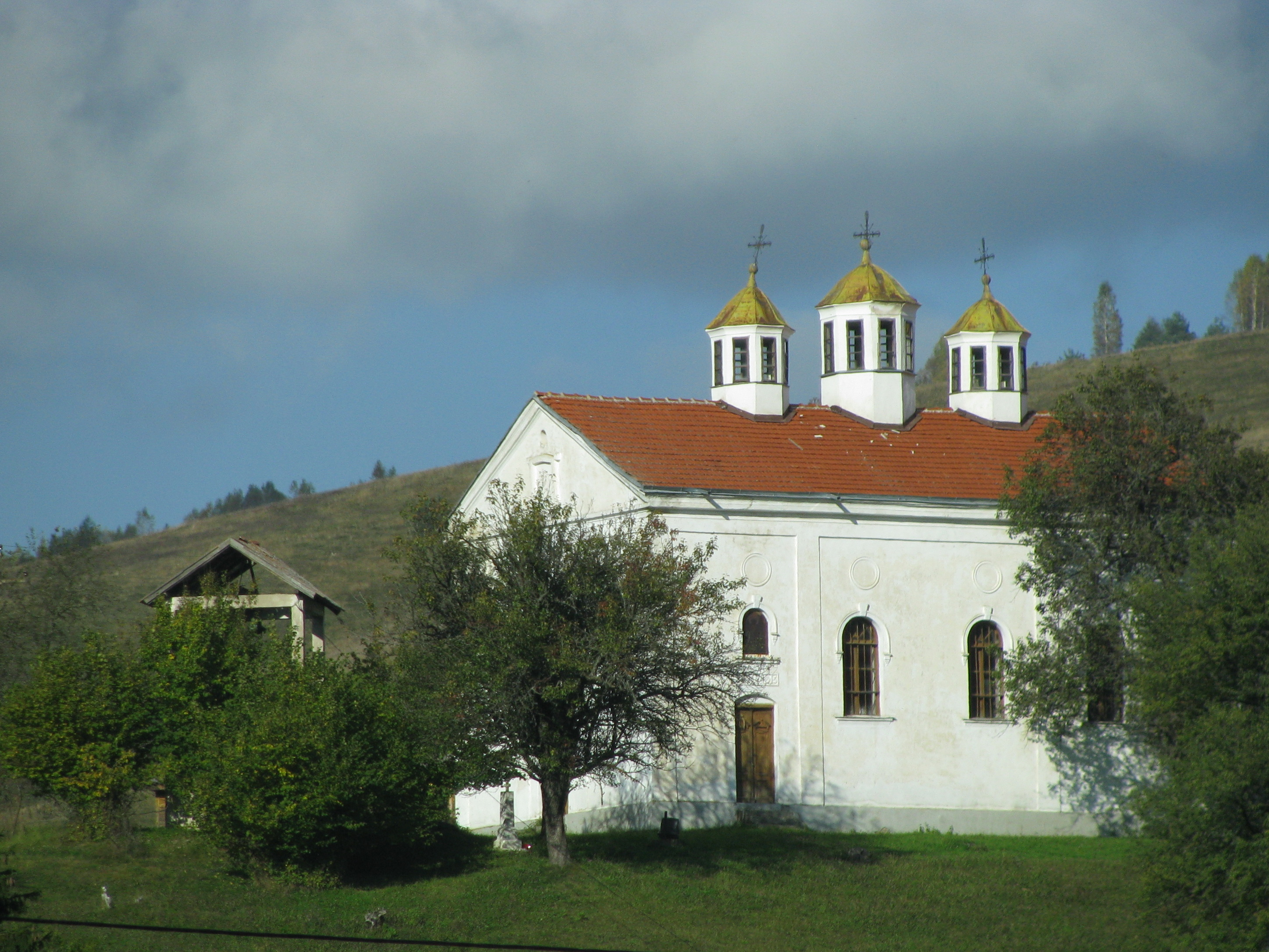
La nouvelle église orthodoxe de Božica (église Saint-Pierre-et-Saint-Paul)

## Démographie

### Évolution historique de la population
| 1948  | 1953  | 1961  | 1971  | 1981 | 1991 | 2002 | 2011 |
| ----- | ----- | ----- | ----- | ---- | ---- | ---- | ---- |
| 2 487 | 2 664 | 2 316 | 1 750 | 946  | 511  | 333  | 196  |

|  |